# Franco Annoni
Franco Annoni (* 11. Juni 1924 in Luzern; † 5. August 1992 ebenda) war ein Schweizer Bildhauer, Plastiker, Zeichner, Designer und Kunstpädagoge.

## Leben und Werk

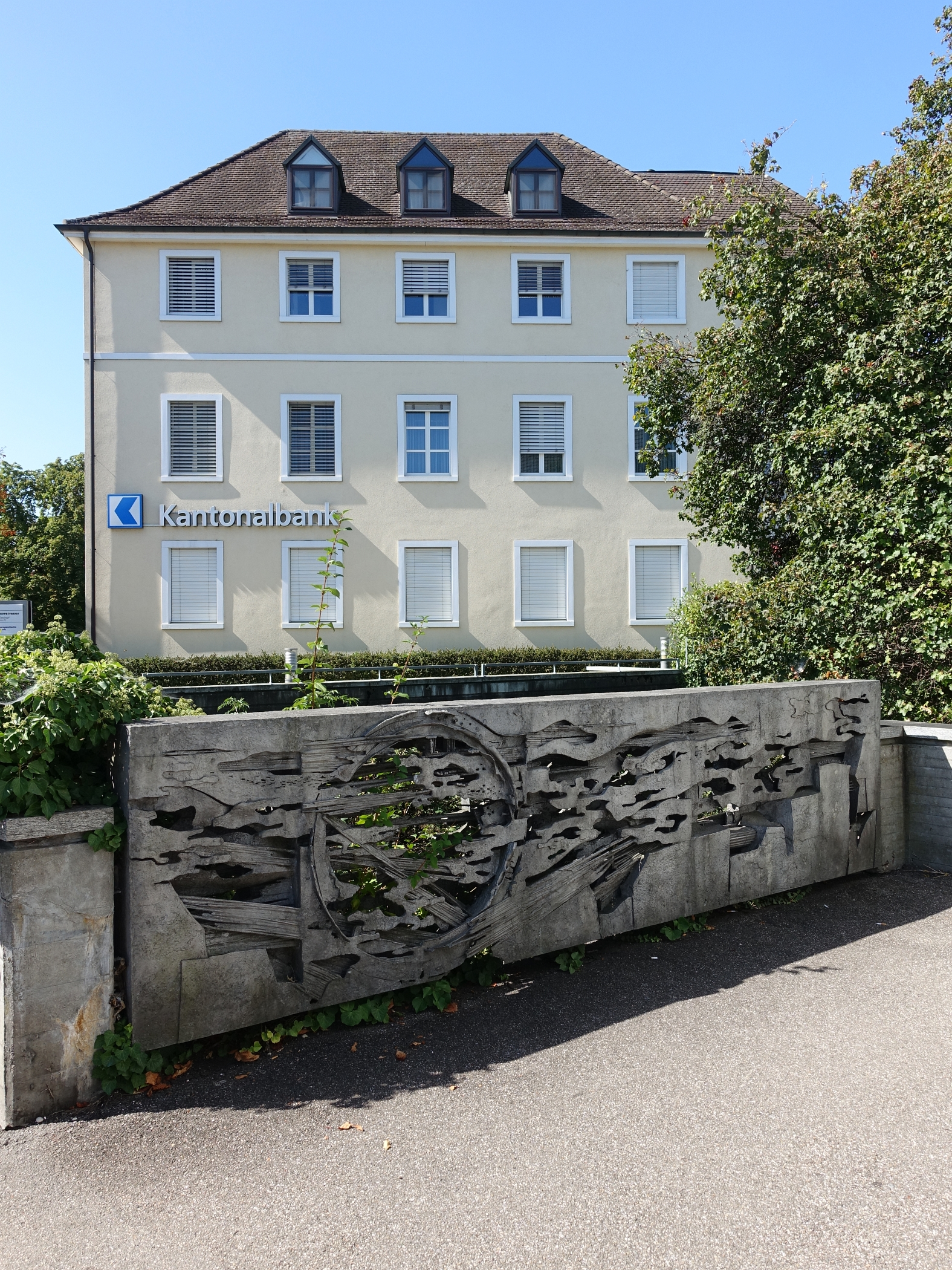
Reliefplastik, 1972. Kommunikation neben dem Postgebäude in Rheinfelden

Franco Annoni wuchs in Luzern auf, besuchte zwei Jahre die Kunstgewerbeschule Luzern und liess sich anschliessend zum Steinbildhauer ausbilden. Ab 1949 studierte an der Accademia di Belle Arti di Brera in Mailand und war ein Mitarbeiter von Marino Marini. 1950 studierte er an der Académie de la Grande Chaumière in Paris, wo er ab 1951 als Assistent an der Bildhauerklasse unterrichtete. 1952 schloss er seine Ausbildung an der École de Beaux-Art in Paris ab.
Anfang der 60er Jahre schuf Annoni eine Reihe von abstrakten Skulpturen, doch wandte er sich bald wieder der figurativen Plastik zu. Einige Jahre später verwandte er wieder vermehrt abstrakt-organische Elemente für seine Werkkompositionen. Sein wohl bekanntestes Werk in Luzern ist die grosse Skulptur Joie de vivre (Die Lebensfreude), die am General-Guisan-Quai unterhalb des Verkehrshauses zu sehen ist.
Annoni erhielt 1953 und 1956 ein Eidgenössisches Kunststipendium, 1954 ein Kiefer Hablitzel-Stipendium, 1955 den Anerkennungspreis der Stadt Luzern und 1970 den Kunst- und Kulturpreis der Stadt Luzern. Zudem war er von 1963 bis 1979 Mitglied der Kommission für den Kunstpreis der Stadt Luzern, von 1982 bis 1988 Mitglied der Jury des in Luzern geschaffenen Nordmann Preises, von 1963 bis zu seinem Tod 1992 Mitglied der Friedhofskommission der Stadt Luzern.
Annoni war Mitglied der Sektion Luzern der Gesellschaft Schweizerischer Maler, Bildhauer und Architekten (GSAMBA) sowie von 1967 bis 1972 deren Präsident. Ab 1955 war er Mitglied der Schweizerischen St. Lukasgesellschaft. Von 1974 bis 1985 lehrte er als Professor für plastisches Gestalten an der Kunstgewerbeschule St. Gallen und bildete in seinem Luzerner Atelier viele junge Bildhauer aus. Seine letzte Ruhestätte fand er auf dem Friedhof Friedental.

Franco Annoni war ein figurativer Bildhauer, der ganz seinem christlich-humanistischen Menschenbild verpflichtet war und als einer der bedeutendsten Bildhauer seiner Zeit für sakrale Kunst in der Zentralschweiz bezeichnet werden kann. Wie wenige andere hat er mit seinen Werken die Kunst im öffentlichen Raum vor allem in der Zentralschweiz mitgeprägt.

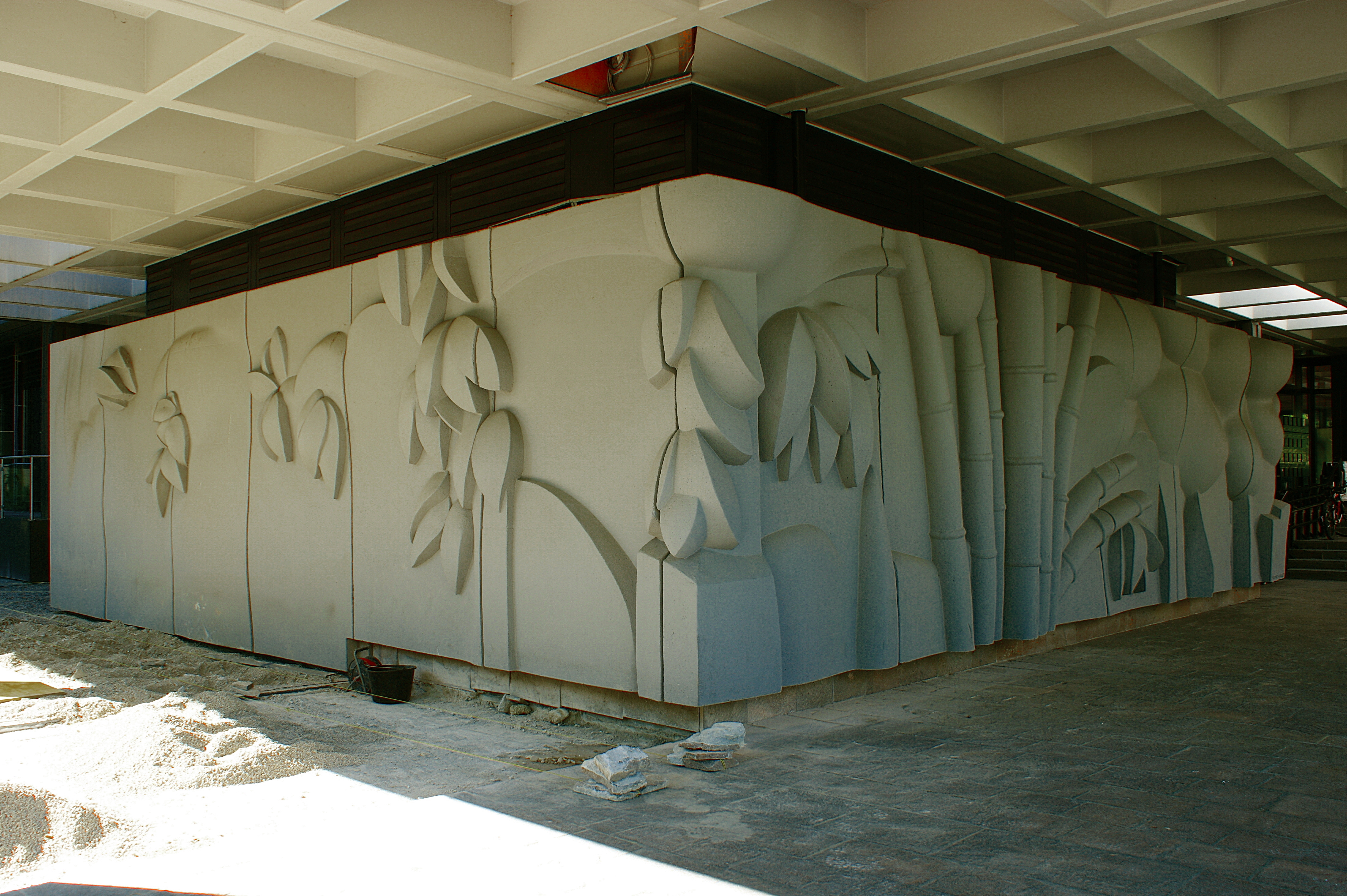
Betonplastik, 1975. Blattwerk mit Bambusstämmen
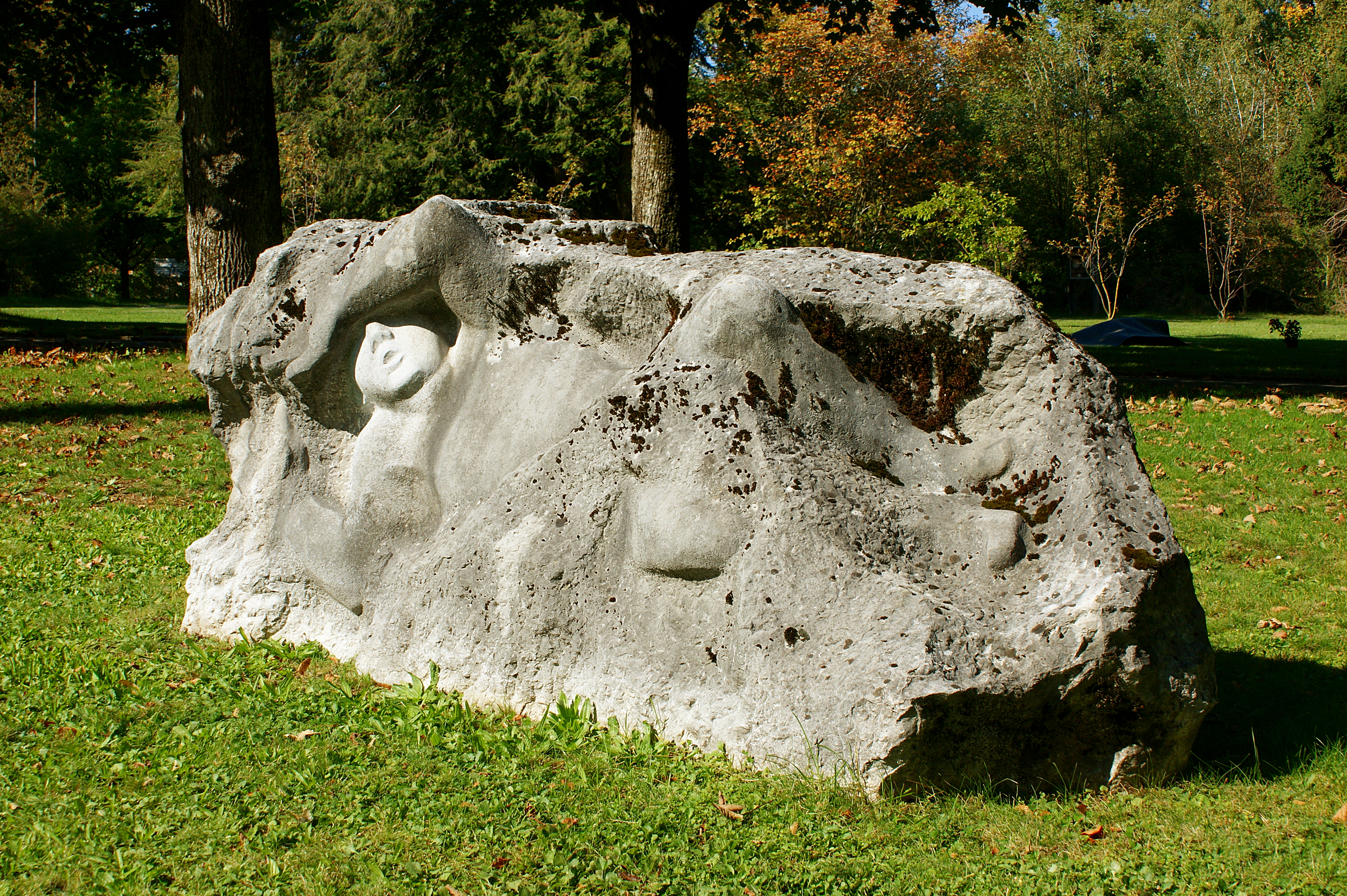
Steinskulptur. Rede Herr, dein Diener hört
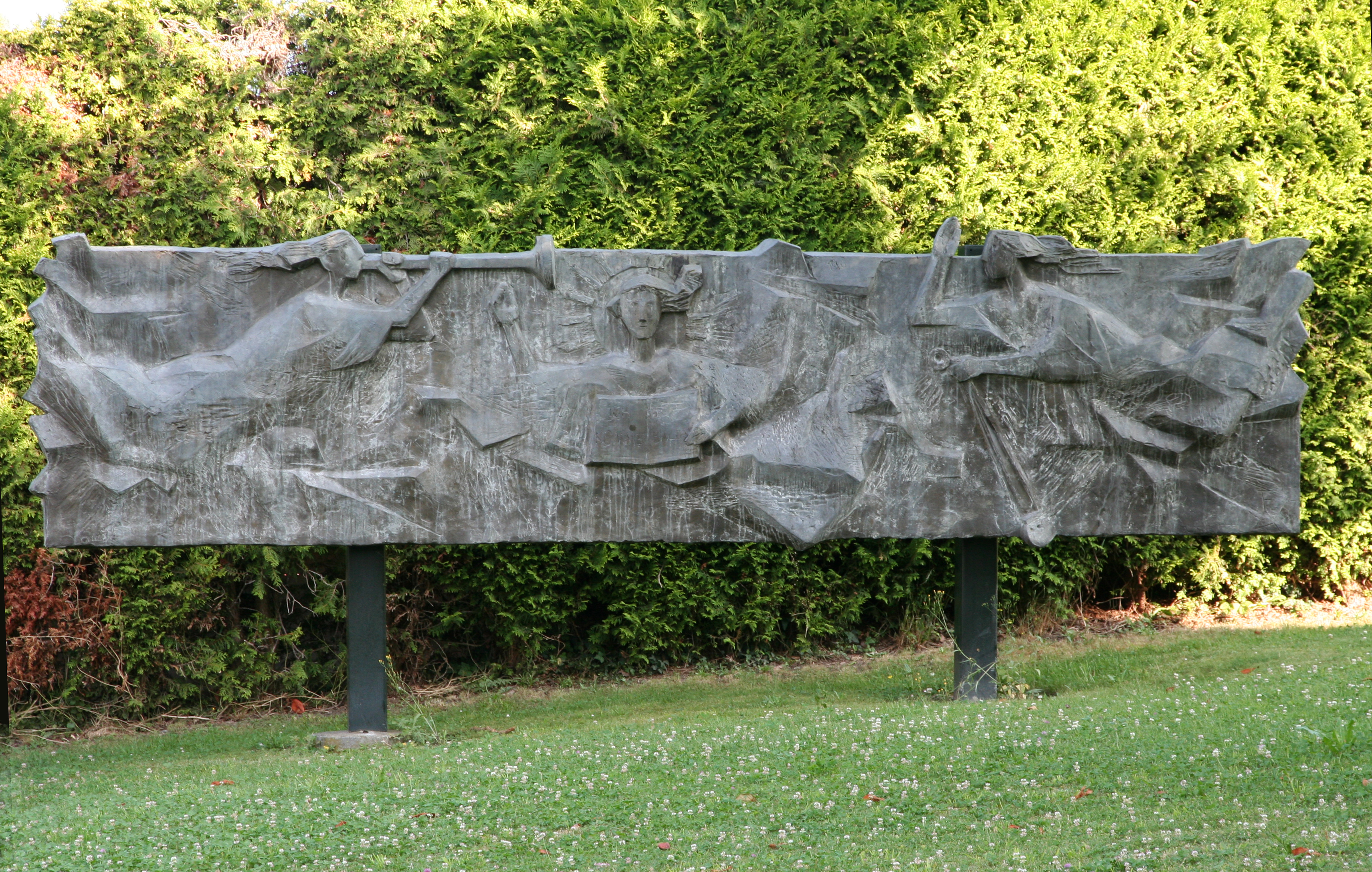
Reliefplastik. St. Stephan, Männedorf-Uetikon